# Vaudou Game
Vaudou Game est un groupe d'afro-funk fondé à Lyon en 2014 par Peter Solo, chanteur et guitariste originaire du Togo, et différents musiciens lyonnais. Ses chansons abordent souvent les thèmes du partage et du respect de la nature.
Sur ses dix premières années d'existence, le groupe a donné plus de 500 concerts et a été invité dans de nombreux festivals tels que Les Nuits Secrètes, Les Escales, Tempo Latino, Fête du bruit dans Landerneau, le Festival d'été de Québec, Les Georges, Jazz en Nord, etc.
Le groupe est notamment programmé régulièrement par FIP qui a diffusé le concert de son dixième anniversaire donné à La Cigale.

## Style musical
Composant un mélange d'afrobeat, de funk et de disco, Peter Solo se dit inspiré autant par James Brown que par les chants de vaudou togolais.